# 麻植郡
- 令制国一覧 > 南海道 > 阿波国 > 麻植郡
- 日本 > 四国地方 > 徳島県 > 麻植郡

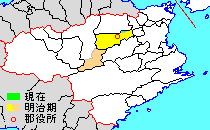
徳島県麻植郡の位置（薄黄：後に他郡に編入された区域 水色：後に他郡から編入した区域）

麻植郡（おえぐん）は、上古、天富命が麻を植えた地と伝えられる阿波国（徳島県）の郡、平成の大合併で消滅した。

## 古代
『古語拾遺』によれば、神武東征において忌部氏を率いて紀伊国の材木を採取し、畝傍山の麓に橿原宮を造営した天富命が、肥沃な土地を求め阿波国の開拓をし、穀・麻種を植えたことから麻植郡の名になったという。

### 式内社
『延喜式』神名帳に記される郡内の式内社。
| 神名帳                            | 神名帳                                | 神名帳 | 神名帳                           | 比定社                     | 比定社                     | 比定社           | 集成 |
| 社名                              | 読み                                  | 格     | 付記                             | 社名                       | 所在地                     | 備考             | 集成 |
| --------------------------------- | ------------------------------------- | ------ | -------------------------------- | -------------------------- | -------------------------- | ---------------- | ---- |
| 麻殖郡 8座（大1座・小7座）        |                                       |        |                                  |                            |                            |                  |      |
| 忌部神社                          | イムヘノ                              | 名神大 | 月次新嘗 或号麻殖神 或号天日鷲神 | 忌部神社                   | 徳島県吉野川市山川町忌部山 |                  |      |
| 忌部神社                          | イムヘノ                              | 名神大 | 月次新嘗 或号麻殖神 或号天日鷲神 | （論）御所神社             | 徳島県美馬郡つるぎ町貞光   | 忌部神社境外摂社 |      |
| 忌部神社                          | イムヘノ                              | 名神大 | 月次新嘗 或号麻殖神 或号天日鷲神 | （参）忌部神社             | 徳島県徳島市二軒屋町       |                  |      |
| 天村雲神伊自波夜比売神社 二座     | アマムラクモノ                        | 小     |                                  | （論）天村雲神社           | 徳島県吉野川市山川町村雲   |                  |      |
| 天村雲神伊自波夜比売神社 二座     | アマムラクモノ                        | 小     | （論）天村雲神社                 | 徳島県吉野川市山川町流     | 忌部神社境外摂社           |                  |      |
| 伊加加志神社                      | イカカシノ                            | 小     |                                  | 伊加加志神社               | 徳島県吉野川市川島町桑村   |                  |      |
| 天水沼間比古神天水塞比売神社 二座 | アマツヌマヒコノ-アマノミツセキヒメノ | 小     |                                  | （論）（合祀）敷島神社     | 徳島県吉野川市鴨島町敷地   |                  |      |
| 天水沼間比古神天水塞比売神社 二座 | アマツヌマヒコノ-アマノミツセキヒメノ | 小     | （論）杉尾神社                   | 徳島県吉野川市鴨島町牛島   |                            |                  |      |
| 天水沼間比古神天水塞比売神社 二座 | アマツヌマヒコノ-アマノミツセキヒメノ | 小     | （論）美奴間神社                 | 徳島県吉野川市美郷別枝山   | 平八幡神社境内末社         |                  |      |
| 秘羽目神足浜目門比売神社 二座     | ヒハメノ-                             | 小     |                                  | （論）杉尾神社             | 徳島県吉野川市鴨島町牛島   |                  |      |
| 秘羽目神足浜目門比売神社 二座     | ヒハメノ-                             | 小     | （論）中内神社                   | 徳島県吉野川市鴨島町西麻植 |                            |                  |      |
| 秘羽目神足浜目門比売神社 二座     | ヒハメノ-                             | 小     | （論）八幡神社                   | 徳島県吉野川市川島町児島   |                            |                  |      |
| 凡例を表示                        |                                       |        |                                  |                            |                            |                  |      |

## 近世

### 明治維新後
- 明治初年時点で、全域が阿波徳島藩領であった。「旧高旧領取調帳」に記載されている村は以下の通り。（32村）

川田村、瀬詰村、桁山村、森藤村、山路村、麻植塚村、内原村、上浦村、中島村、牛島村、鴨島村、山田村、上下島村、敷地村、飯尾村、喜来村、西麻植村、桑村、児島村、宮ノ島村、川島町、学村、山崎村、三ツ島村、別枝山村、中村山村、三ツ木村、川井村、木屋平村、東山、川田山、種野山
- 明治4年
  - 7月14日（1871年8月29日） - 廃藩置県により徳島県（第1次）の管轄となる。
  - 11月15日（1871年12月26日） - 第1次府県統合により名東県の管轄となる。
- 明治9年（1876年）8月21日 - 第2次府県統合により高知県の管轄となる。
- 明治12年（1879年）1月4日[2] - 郡区町村編制法の高知県での施行により行政区画としての麻植郡が発足。「阿波麻植郡役所」が川島町に設置され、阿波郡とともに管轄。行政区画として発足した当時の郡域は、下記の区域にあたる。
  - 吉野川市の大部分（鴨島町知恵島・鴨島町知恵島番外および鴨島町牛島のうち字先須賀ノ一・先須賀ノ二・先須賀ノ三・先須賀ノ四・四ツ屋を除く）
  - 美馬市の一部（木屋平）

- 明治13年（1880年）3月2日 - 徳島県（第2次）の管轄となる。

### 町村制以降の沿革

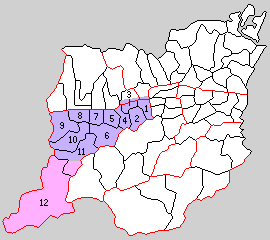
1.牛島村 2.森山村 3.鴨島村 4.西尾村 5.桑川村 6.東山村 7.学島村 8.山瀬村 9.川田村 10.三山村 11.中枝村 12.木屋平村
（紫：吉野川市 桃：美馬市）

- 明治22年（1889年）10月1日 - 町村制の施行により、以下の各村が発足。特記以外は全域が現・吉野川市。（12村）
  - 牛島村 ← 牛島村、上浦村、麻植塚村
  - 森山村 ← 森藤村、山路村、内原村、中島村［大部分］
  - 鴨島村 ← 喜来村、上下島村［大部分］、鴨島村、中島村［一部］
  - 西尾村 ← 飯尾村、敷地村、西麻植村、上下島村［一部］
  - 桑川村 ← 川島町、桑村、宮ノ島村、山田村、東山［一部］
  - 東山村（東山の大部分が単独村制）
  - 学島村 ← 学村、児島村、三ツ島村
  - 山瀬村 ← 山崎村、瀬詰村、川田村［一部］
  - 川田村（川田村の大部分が単独村制）
  - 三山村 ← 川田山、種野山、別枝山村［一部］、桁山村［大部分］
  - 中枝村 ← 中村山村（現・吉野川市、美馬市）、別枝山村［大部分］、桁山村［一部］（現・吉野川市）
  - 木屋平村 ← 木屋平村、川井村、三ツ木村（現・美馬市）
- 明治24年（1891年）4月1日 - 郡制を施行。
- 明治30年（1907年）10月1日 - 桑川村が町制施行・改称して川島町となる。（1町11村）
- 明治31年（1908年）7月20日 - 鴨島村が町制施行して鴨島町となる。（2町10村）
- 大正12年（1923年）
  - 4月1日 - 郡会が廃止。郡役所は存続。
  - 5月5日 - 山瀬村が町制施行して山瀬町となる。（3町9村）
- 大正15年（1926年）7月1日 - 郡役所が廃止。以降は地域区分名称となる。
- 昭和3年（1928年）11月10日 - 川田村が町制施行して川田町となる。（4町8村）
- 昭和29年（1954年）
  - 3月20日 - 牛島村が板野郡一条町の一部（西条のうち字先須賀・四ツ屋）を編入。
  - 3月31日 - 鴨島町・森山村・西尾村・牛島村が合併し、改めて鴨島町が発足。（4町5村）
- 昭和30年（1955年）
  - 1月1日（3町3村）
    - 東山村の一部（字樋山路を除く）・中枝村の一部（中村山のうち字二戸・木中・今丸・南二戸・東野々脇・西野々脇を除く）・三山村の一部（字小竹・品野・中筋・高尾野・川俣・刷石・毛無・土井奥・峠・湯殿）が合併して美郷村が発足。
    - 山瀬町・川田町および三山村の残部（字小竹・品野・中筋・高尾野・川俣・刷石・毛無・土井奥・峠・湯殿を除く）が合併して山川町が発足。
    - 中枝村の残部（中村山のうち字二戸・木中・今丸・南二戸・東野々脇・西野々脇）が木屋平村に編入。
    - 東山村の残部（字樋山路）が鴨島町に編入。

  - 2月11日 - 川島町・学島村が合併し、改めて川島町が発足。（3町2村）
- 昭和32年（1957年）3月31日 - 鴨島町が阿波郡柿島村の一部（知恵島）を編入。
- 昭和47年（1973年）7月1日 - 木屋平村の所属郡が美馬郡に変更。（3町1村）
- 平成16年（2004年）10月1日 - 鴨島町・川島町・山川町・美郷村が合併して吉野川市が発足。同日麻植郡消滅。徳島県内では初の郡消滅となった。

## 行政
高知県阿波・麻植郡長
| 代 | 氏名 | 就任年月日               | 退任年月日               | 備考         |
| -- | ---- | ------------------------ | ------------------------ | ------------ |
| 1  |      | 明治12年（1879年）1月4日 |                          |              |
|    |      |                          | 明治13年（1880年）3月1日 | 徳島県に移管 |

阿波・麻植郡長
| 代 | 氏名       | 就任年月日               | 退任年月日                | 備考                   |
| -- | ---------- | ------------------------ | ------------------------- | ---------------------- |
| 1  |            | 明治13年（1880年）3月2日 |                           |                        |
|    | 蓮池康太郎 |                          | 明治40年（1907年）7月2日  |                        |
|    | 赤星尋郁   | 明治40年（1907年）7月3日 | 明治43年（1910年）3月15日 |                        |
|    |            |                          | 大正15年（1926年）6月30日 | 郡役所廃止により、廃官 |